# Gillian Clark (Historikerin)

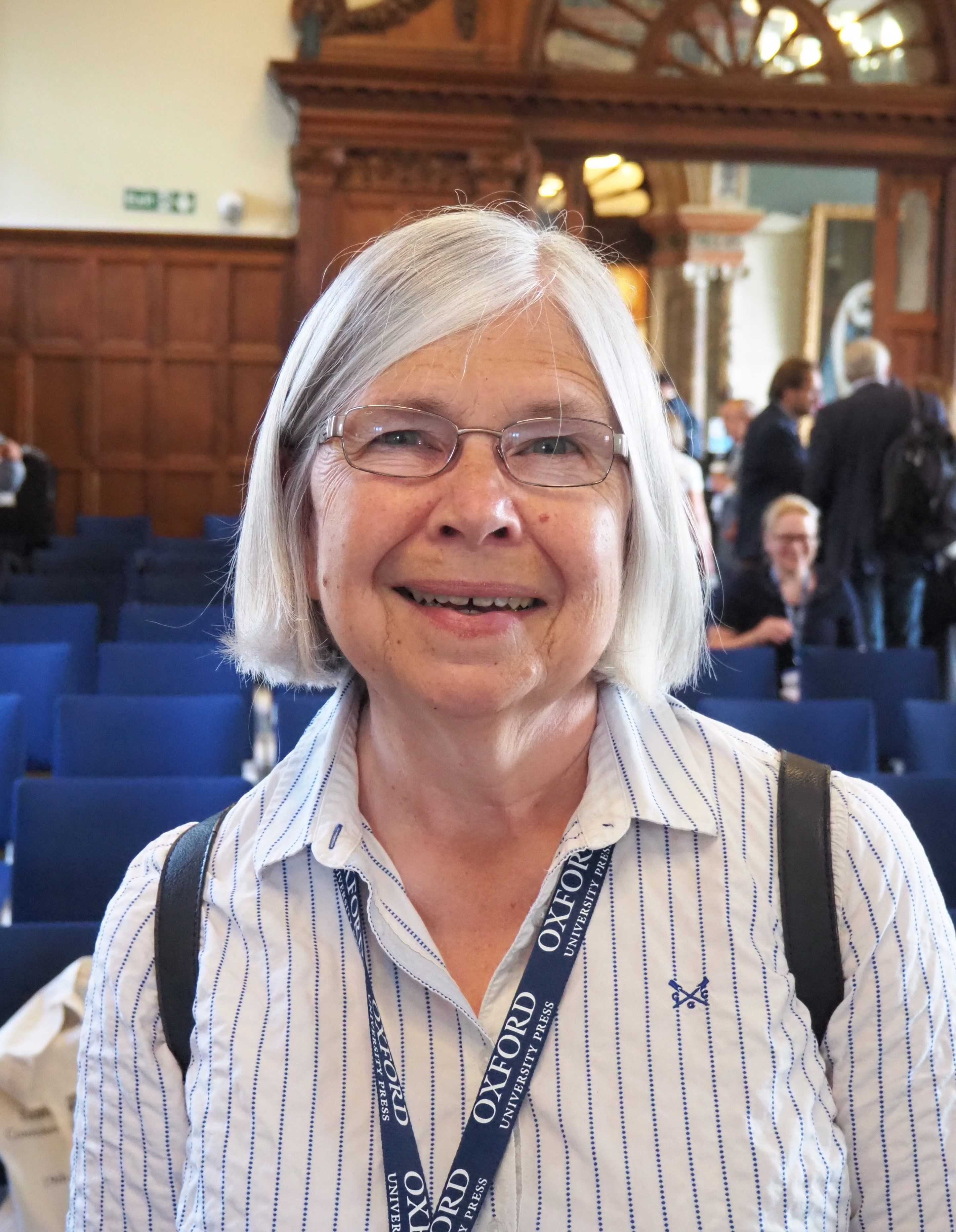
Gillian Clark

Edith Gillian Clark (* 1946) ist eine britische Althistorikerin. Sie gilt als Expertin für Augustinus von Hippo und seine Zeit.

## Leben und Werk
Clark studierte Alte Sprachen, Alte Geschichte und Philosophie am Somerville College in Oxford. Ihren Master of Arts und den Doctor of Philosophy erwarb sie an der University of Oxford. Sie lehrte in Glasgow, St. Andrews, Manchester, Liverpool und bis zu ihrer Emeritierung 2010 an der University of Bristol.
Sie ist Fellow of the British Academy und gibt die Translated Texts for Historians (300–800) heraus sowie Oxford Early Christian Texts.

## Schriften
- Monica: An Ordinary Saint (New York: Oxford University Press, 2015)
- On Abstinence from Killing Animals (London: Bloomsbury, 2014)
- Late Antiquity: A Very Short Introduction (Oxford: Oxford University Press, 2011)
- Body and Gender, Soul and Reason in Late Antiquity (Farnham: Ashgate, 2011)
- Christianity and Roman Society (Cambridge : Cambridge University Press, 2004)
- Philosophy and Power in the Graeco-Roman World: Essays in Honour of Miriam Griffin, hg.v. Gillian Clark und Tessa Rajak (Oxford: Oxford University Press, 2002)
- Confessions. Books I–IV (Cambridge : Cambridge University Press, 1995)
- Augustine: The Confessions (Cambridge : Cambridge University Press, 1993)
- Women in the Ancient World (Oxford: Oxford University Press, 1989)
- Augustus and the Historians, 1973 (Dissertation)